# Exochus taigensis
Exochus taigensis är en stekelart som beskrevs av Valentina I. Tolkanitz 2001. Exochus taigensis ingår i släktet Exochus och familjen brokparasitsteklar. Inga underarter finns listade i Catalogue of Life.